# رويس تامة (جزيرة مينو)
رويس تامة (بالفارسية: رویس‌طعمه) هي منطقة سكنية تقع في إيران في قسم جزيرة مينو الريفي. يقدر عدد سكانها بـ 176 نسمة بحسب إحصاء 2016.